# یونیورسیاد تابستانی ۲۰۲۱
یونیورسیاد تابستانی ۲۰۲۱ (چینی: ۲۰۲۳年夏季世界大学生运动会)، بازی‌های دانشگاه جهانی تابستانی XXXI، که معمولاً به عنوان بازی‌های دانشگاه جهانی چنگدو 2021 FISU شناخته می‌شود، یک رویداد چندورزشی است که توسط فدراسیون بین‌المللی ورزش‌های دانشگاهی (FISU) از ۱۲ تا ۲۵ اوت ۲۰۲۳ در چنگدو، سیچوآن، چین برگزار شده است. این سومین دوره بازی‌ها خواهد بود که به میزبانی چین برگزار شده و اولین دوره‌ای است که با عنوان «بازی‌های دانشگاه جهانی» به جای «یونیورسیاد» معرفی شده.
بازی‌ها در ابتدا از ۱۶ تا ۲۷ اوت ۲۰۲۱ برنامه‌ریزی شده بودند. در ۲ آوریل ۲۰۲۱، اعلام شد که بازی‌ها به دلیل همه‌گیری جهانی کووید-۱۹ یک سال به سال ۲۰۲۲ موکول می‌شوند و زمان‌بندی آن در تاریخ بعدی اعلام می‌شود. این بازی‌ها همچنان با نام چنگدو ۲۰۲۱ شناخته می‌شوند. در ماه مه ۲۰۲۱، FISU تأیید کرد که بازی‌ها برای ژوئن ۲۰۲۲ تغییر کرده است. در ۶ می ۲۰۲۲، FISU اعلام کرد که بازی‌ها دوباره برای سال ۲۰۲۳ موکول است.

## انتخاب میزبان
در ۱ سپتامبر ۲۰۱۴، FISU مناقصه‌هایی را برای یونیورسیادهای زمستانی و تابستانی ۲۰۲۱ باز کرد. بخارست، رومانی و سانتیاگو د کالی، کلمبیا قصد خود را برای ارائه پیشنهادات برای یونیورسیاد تابستانی اعلام کردند. ترکمنستان برای میزبانی بازی‌ها پیشنهاد شد، اما نپذیرفت. در ۱۴ اکتبر ۲۰۱۸، گزارش شد که FISU یک پیشنهاد مشترک بین سئول، کره جنوبی و پیونگ یانگ، کره شمالی، در جریان جلسه ای بین شهردار سئول پارک وون سون و دبیرکل FISU، اریک سینتروند، پیشنهاد کرده است.
در ۱۳ دسامبر ۲۰۱۸، گزارش شد که نماینده چنگدو، چین در جلسه کمیته راهبری آن در براگا، پرتغال، «قرارداد پیش از انتساب» را با FISU امضا کرده است. در ۱ مارس ۲۰۱۹ قبل از یونیورسیاد زمستانی در کراسنویارسک، چنگدو به‌طور رسمی در میزبان یونیورسیاد تابستانی ۲۰۲۱ معرفی شد.

## مکان‌های برگزاری
مکان‌های برگزاری بازی‌های دانشگاه‌های جهانی تابستانی ۲۰۲۱ به شرح زیر است:

### مجموعه ورزشی دریاچه دونگان

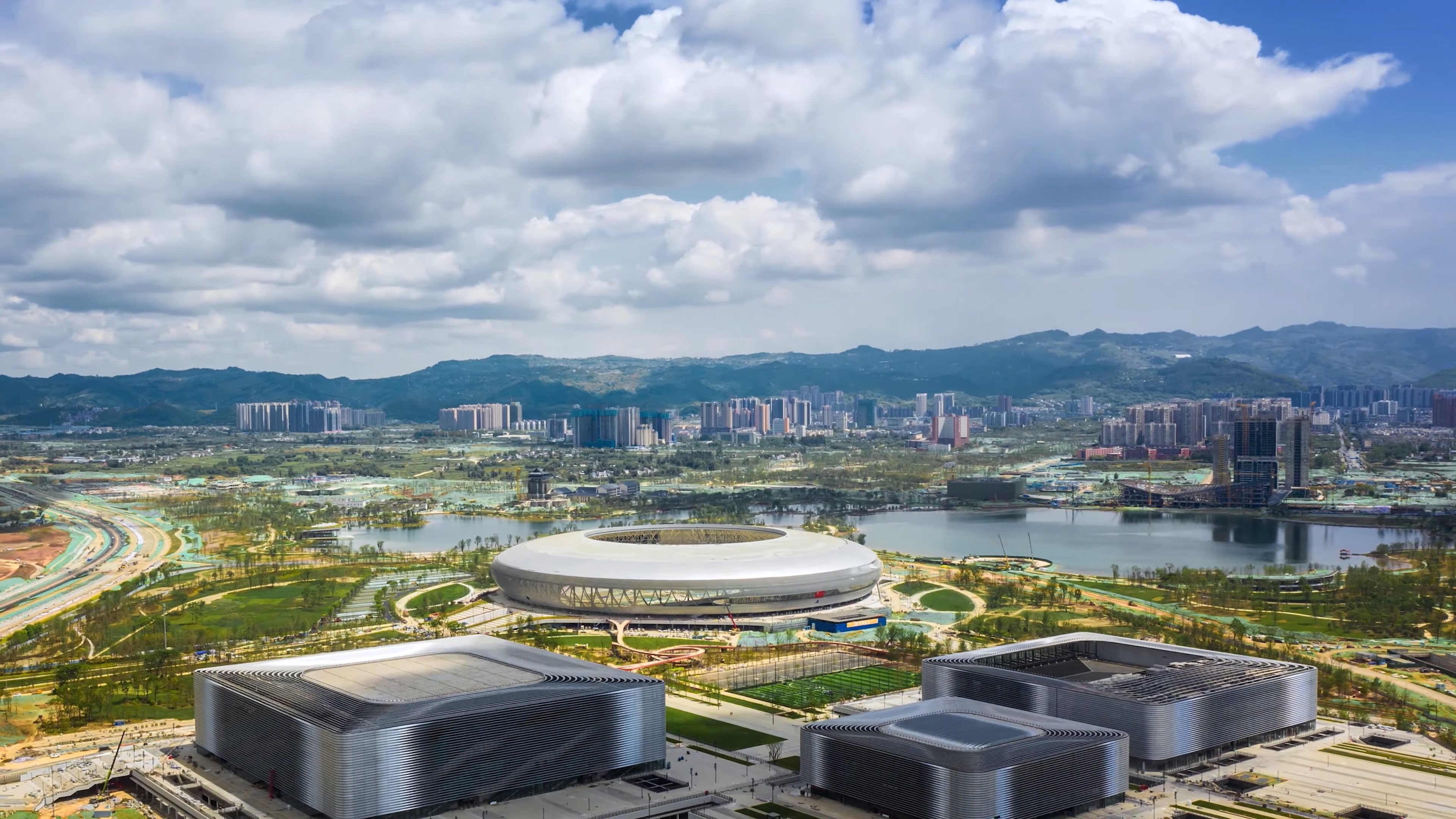
مجموعه ورزشی دریاچه دونگان

- استادیوم دریاچه دونگان - مراسم افتتاحیه و اختتامیه
- ژیمناستیک چند منظوره – ژیمناستیک (هنری)
- مرکز آبزیان پارک ورزشی دریاچه دونگان - شنا استادیوم دریاچه دونگان مجموعه ورزشی دریاچه دونگان

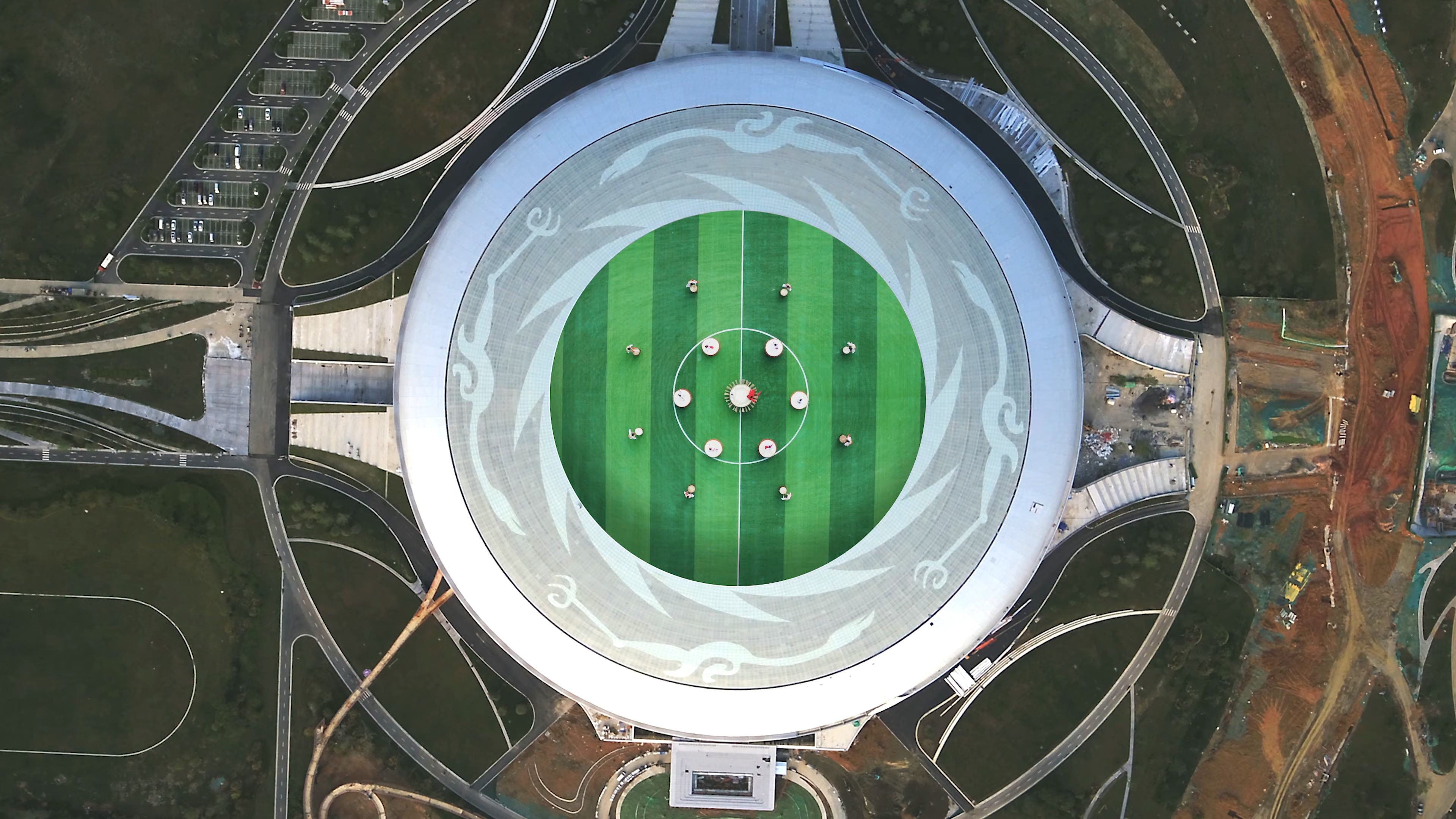
استادیوم دریاچه دونگان

### منطقه شوانگلیو
- مرکز پنج‌گانه مدرن Shuangliu - تیراندازی با کمان و واترپلو
- استادیوم مرکز ورزشی Shuangliu - دو و میدانی
- سالن ورزشی مرکز ورزشی Shuangliu - بدمینتون
- مرکز بین‌المللی تنیس سیچوان - تنیس

### منطقه شیندو
- مرکز ورزشی Xindu Xiangcheng Natatorium - واترپلو

### منطقه ووهو
- ورزشگاه سیچوان - بسکتبال
- ورزشگاه دانشگاه سیچوان - بسکتبال

### منطقه جینیو

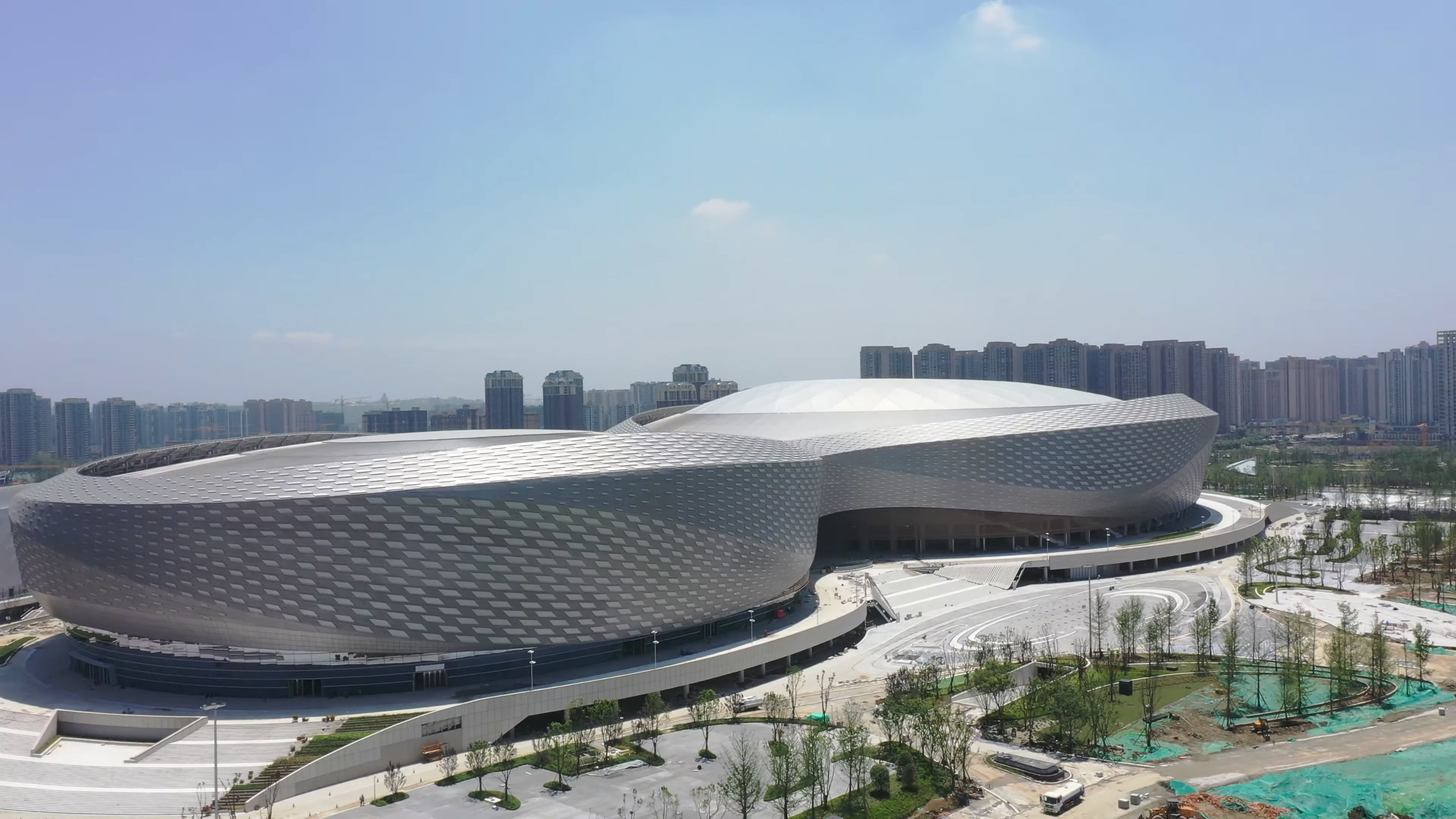
ورزشگاه Fenghuangshan

- آرنا Fenghuangshan - بسکتبال
- ورزشگاه چنگ بی – ووشوورزشگاه Fenghuangshan

### ناحیه پیدو
- مرکز ورزشی Pidu Natatorium – شمشیربازی
- سالن بدنسازی دانشگاه شیهوا - – والیبال

### منطقه لانگ کوانی
- ژیمناستیک دانشگاه ورزشی چنگدو – ژیمناستیک (ریتمیک)

### منطقه سین جین
- مدرسه ورزش‌های آبی سیچوان – قایقرانی

### منطقه Qingbaijiang
- مرکز ورزشی Qingbaijiang - بسکتبال

### منطقه ونجیانگ
- دانشگاه چنگدو طب سنتی چینی پردیس ورزشگاه Wenjiang - بسکتبال و والیبال
- دانشکده فنی و حرفه ای سیچوان ارتباطات Hongyi Gymnasium- Valleyball

### منطقه جین جیانگ
- مدرسه ورزش‌های آبی سیچوان – قایقرانی
- مرکز رویدادهای بین‌المللی جین جیانگ - بسکتبال

### منطقه توسعه صنعتی چنگدو با فناوری پیشرفته
- مرکز ورزشی پیشرفته چنگدو - تنیس روی میز
- ورزشگاه پردیس Xipu دانشگاه جنوب غربی جیائوتنگ - والیبال
- دانشگاه علوم و فناوری الکترونیک چین پردیس ورزشگاه Qingshuihe - بسکتبال

### منطقه چینگ یانگ
- دانشگاه عادی سیچوان، ورزشگاه پردیس Wanjiang - تکواندو
- دانشگاه مالی و اقتصاد جنوب غربی پردیس گوانگهوا - والیبال

### شهر جیانیانگ
- مرکز فرهنگی ورزشی سالن ورزشی – جودو
- مرکز فرهنگی و ورزشی Natatorium – غواصی

## ورزش‌ها
به دلیل ایجاد جام جهانی فوتبال دانشگاهی FISU در سال ۲۰۱۹، این ورزش دیگر بخشی از برنامه بازی‌های تابستانی دانشگاه‌های جهانی که از آن سال شروع می‌شود، نخواهد بود. با این تغییر، تعداد ورزش‌های اجباری پانزده نفر باقی می‌ماند، زیرا بدمینتون در آن جای می‌گیرد که پس از پنج دوره به عنوان یک ورزش اختیاری تبدیل به ورزش اجباری شد.
- Aquatics
  -  Diving (۱۵) (جزئیات)
  -  ورزش شنا (۴۲) (جزئیات)
  -  Water polo (۲) (جزئیات)
- Archery (۱۰) (جزئیات)
- Athletics (۵۰) (جزئیات)
- Badminton (۶) (جزئیات)
- Basketball (۲) (جزئیات)
- Fencing (۱۲) (جزئیات)
- Gymnastics  (جزئیات) 
  - ژیمناستیک هنری (14)
  - ژیمناستیک ریتمیک (8)
- Judo (۱۶) (جزئیات)
- روئینگ (۱۵) (جزئیات)
- ورزش تیراندازی (۱۸) (جزئیات)
- Table tennis (۷) (جزئیات)
- Taekwondo (۲۳) (جزئیات)
- Tennis (۷) (جزئیات)
- Volleyball (۲) (جزئیات)
- ووشو (۲۰) (جزئیات)

## بازار یابی

### شعار
شعار رسمی بازی‌ها Chengdu Makes Dreams Come یا在成都，成就每一个梦想 در چینی.

### لوگو

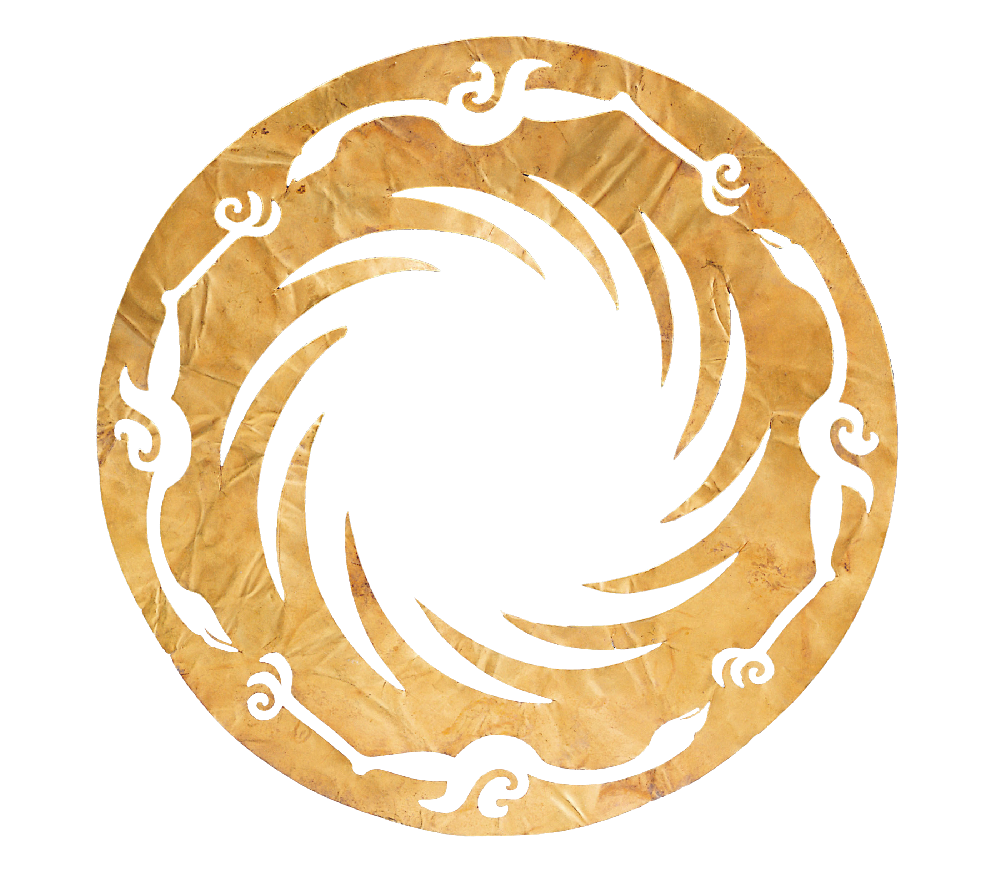
زیورآلات طلای خورشید و پرندگان جاویدان

لوگوی بازی‌های دانشگاه جهانی در چنگدو از پرنده آفتابی، نماد فرهنگ باستانی سیچوان و همچنین از حرف U که مخفف ورزش دانشگاهی است، الهام گرفته شده است.

### طلسم
طلسم "رونگ بائو" (Chinese)، یک پاندا غول پیکر، در ۳۰ دسامبر ۲۰۱۹ رونمایی شد. "蓉" مخفف چنگدو و "宝" به معنای کودک است.

## برنامه
All times and dates use زمان چین (یوتی‌سی ۸:۰۰+)
| OC | Opening ceremony | ● | Event competitions | ۱ | Event finals | CC | Closing ceremony |

| ۲۰۲۳               | ۲۰۲۳               | TBD    | TBD    | TBD    | TBD    | TBD    | TBD    | TBD   | TBD   | TBD   | TBD   | TBD   | TBD   | TBD   | Events |
| ۲۰۲۳               | ۲۰۲۳               | ۲۵ Sat | ۲۶ Sun | ۲۷ Mon | ۲۸ Tue | ۲۹ Wed | ۳۰ Thu | ۱ Fri | ۲ Sat | ۳ Sun | ۴ Mon | ۵ Tue | ۶ Wed | ۷ Thu | Events |
| ------------------ | ------------------ | ------ | ------ | ------ | ------ | ------ | ------ | ----- | ----- | ----- | ----- | ----- | ----- | ----- | ------ |
| Ceremonies         | Ceremonies         |        | OC     |        |        |        |        |       |       |       |       |       |       | CC    |        |
| Aquatics           |                    |        |        |        |        |        |        |       |       |       |       |       |       |       |        |
| Diving             |                    |        | ۲      | ۱      | ۱      | ۳      | ۲      | ۱     | ۱     | ۴     |       |       |       | ۱۵    |        |
| Swimming           |                    |        | ۴      | ۶      | ۵      | ۷      | ۵      | ۷     | ۸     |       |       |       |       | ۴۲    |        |
| Water polo         | ●                  | ●      | ●      | ●      | ●      | ●      | ●      | ●     | ●     | ●     | ●     | ۱     | ۱     | ۲     |        |
| Archery            | Archery            |        |        |        |        | ●      | ●      | ●     | ۶     | ۴     |       |       |       |       | ۱۰     |
| Athletics          | Athletics          |        |        |        |        |        | ۲      | ۶     | ۱۰    | ۷     | ۱۱    | ۱۴    |       |       | ۵۰     |
| Badminton          | Badminton          |        |        |        | ●      | ●      | ●      | ۱     |       | ●     | ●     | ●     | ۵     |       | ۶      |
| Basketball         | Basketball         |        | ●      | ●      | ●      | ●      | ●      | ●     | ●     | ●     | ۱     | ۱     |       |       | ۲      |
| Fencing            | Fencing            |        |        | ۲      | ۲      | ۲      | ۲      | ۲     | ۲     |       |       |       |       |       | ۱۲     |
| Gymnastics         |                    |        |        |        |        |        |        |       |       |       |       |       |       |       |        |
| Artistic           |                    |        |        |        | ●      | ۱      | ۱      | ۲     | ۱۰    |       |       |       |       | ۱۴    |        |
| Rhythmic           |                    |        | ●      | ۲      | ۶      |        |        |       |       |       |       |       |       | ۸     |        |
| Judo               | Judo               |        |        |        |        | ۵      | ۴      | ۵     | ۲     |       |       |       |       |       | ۱۶     |
| Rowing             | Rowing             |        |        |        |        |        | ●      | ●     | ۱۵    |       |       |       |       |       | ۱۵     |
| Shooting           | Shooting           |        |        | ۴      | ۴      | ۲      | ۶      | ۲     |       |       |       |       |       |       | ۱۸     |
| Table tennis       | Table tennis       |        |        | ●      | ●      | ●      | ۲      | ●     | ۱     | ۲     | ۲     |       |       |       | ۷      |
| Taekwondo          | Taekwondo          |        |        | ۲      | ۳      | ۴      | ۴      | ۴     | ۴     | ۲     |       |       |       |       | ۲۳     |
| Tennis             | Tennis             |        |        | ●      | ●      | ●      | ●      | ●     | ●     | ●     | ۲     | ۵     |       |       | ۷      |
| Volleyball         | Volleyball         |        | ●      | ●      | ●      | ●      | ●      | ●     | ●     | ●     | ●     | ۱     | ۱     |       | ۲      |
| Wushu              | Wushu              |        |        | ۳      | ۳      | ۴      | ۱۰     |       |       |       |       |       |       |       | ۲۰     |
| Daily medal events | Daily medal events | ۰      | ۰      | ۱۷     | ۲۱     | ۲۹     | ۴۱     | ۲۸    | ۵۰    | ۳۴    | ۲۰    | ۲۱    | ۷     | ۱     | ۲۶۹    |
| Cumulative total   | Cumulative total   | ۰      | ۰      | ۱۷     | ۳۸     | ۶۷     | ۱۰۸    | ۱۳۶   | ۱۸۶   | ۲۲۰   | ۲۴۰   | ۲۶۱   | ۲۶۸   | ۲۶۹   |        |
| June/July 2022     | June/July 2022     | June   | June   | June   | June   | June   | June   | July  | July  | July  | July  | July  | July  | July  | Events |
| June/July 2022     | June/July 2022     | ۲۵ Sat | ۲۶ Sun | ۲۷ Mon | ۲۸ Tue | ۲۹ Wed | ۳۰ Thu | ۱ Fri | ۲ Sat | ۳ Sun | ۴ Mon | ۵ Tue | ۶ Wed | ۷ Thu | Events |

## کشورهای شرکت کننده
CAS در ۱۷ دسامبر ۲۰۲۰ تصمیم گرفت تا جریمه ای را که WADA برای روسیه تعیین کرده بود کاهش دهد. به جای ممنوعیت روسیه از مسابقات ورزشی، این حکم به روسیه اجازه می‌داد در المپیک و سایر رویدادهای بین‌المللی شرکت کند، اما برای یک دوره دو ساله، این تیم نمی‌تواند از نام، پرچم یا سرود روسیه استفاده کند و باید خود را به عنوان "ورزشکار بی طرف" معرفی کند. " یا "تیم خنثی." این حکم به لباس‌های تیم اجازه می‌دهد «روسیه» را روی لباس نشان دهند و همچنین از رنگ‌های پرچم روسیه در طراحی لباس استفاده کنند، اگرچه این نام باید به اندازه نام «ورزشکار/تیم خنثی» برتری داشته باشد.
در ۱۹ فوریه ۲۰۲۱، اعلام شد که روسیه در بازی‌های المپیک تابستانی ۲۰۲۰ و المپیک زمستانی ۲۰۲۲ پس از نام کمیته المپیک روسیه با نام اختصاری "ROC" شرکت کرده است، اگرچه نام خود کمیته به‌طور کامل نمی‌تواند برای اشاره به آن استفاده شود. هیئت اعزامی و این جریمه برای تمامی رویدادهای مرتبط با کمیته بین‌المللی المپیک افزایش یافت. پس از این، روسیه با پرچم فدراسیون ورزش‌های دانشگاهی روسیه نماینده خواهد شد. انتظار می‌رود روسیه میزبان بازی‌های سال آینده در اکاترینبورگ باشد. با این حال، در ۱۲ مارس ۲۰۲۲، کمیته راهبری FISU بیانیه ای صادر کرد و تهاجم روسیه به اوکراین را محکوم کرد و تصمیم گرفت ورزشکاران و مقامات روسیه و بلاروس را از شرکت یا میزبانی رویدادهای شما تا پایان سال ۲۰۲۲ منع کند.
نیوزلند اعلام کرد که به دلیل همه‌گیری COVID-19 در یونیورسیاد در ۱۱ فوریه ۲۰۲۲ شرکت نخواهد کرد. کانادا در ۲۸ فوریه ۲۰۲۲ اعلام کرد که به دلیل همه‌گیری COVID-19 در یونیورسیاد شرکت نخواهد کرد. بریتانیا اعلام کرد که در یونیورسیاد در ۱۱ مارس ۲۰۲۲ به دلیل همه‌گیری COVID-19 و تهاجم روسیه به اوکراین شرکت نخواهد کرد.